# Robert Cumming Schenck
Robert Cumming Schenck (Franklin, 1809 – Washington, 1890) è stato un politico statunitense.
Whig, fu deputato dal 1843 al 1851 e ambasciatore in Brasile dal 1851 al 1853. Grande sostenitore di Abraham Lincoln, del quale favorì l'ascesa al potere, allo scoppio della guerra di secessione americana fu nominato generale di tutte le truppe volontarie dell'Unione.
Deputato ancora dal 1863 al 1870, fu ambasciatore a Londra dal 1871 al 1876 e direttore della compagnia Emma Silver Mine dal 1871.